# Löwendenkmal (Bad Abbach)

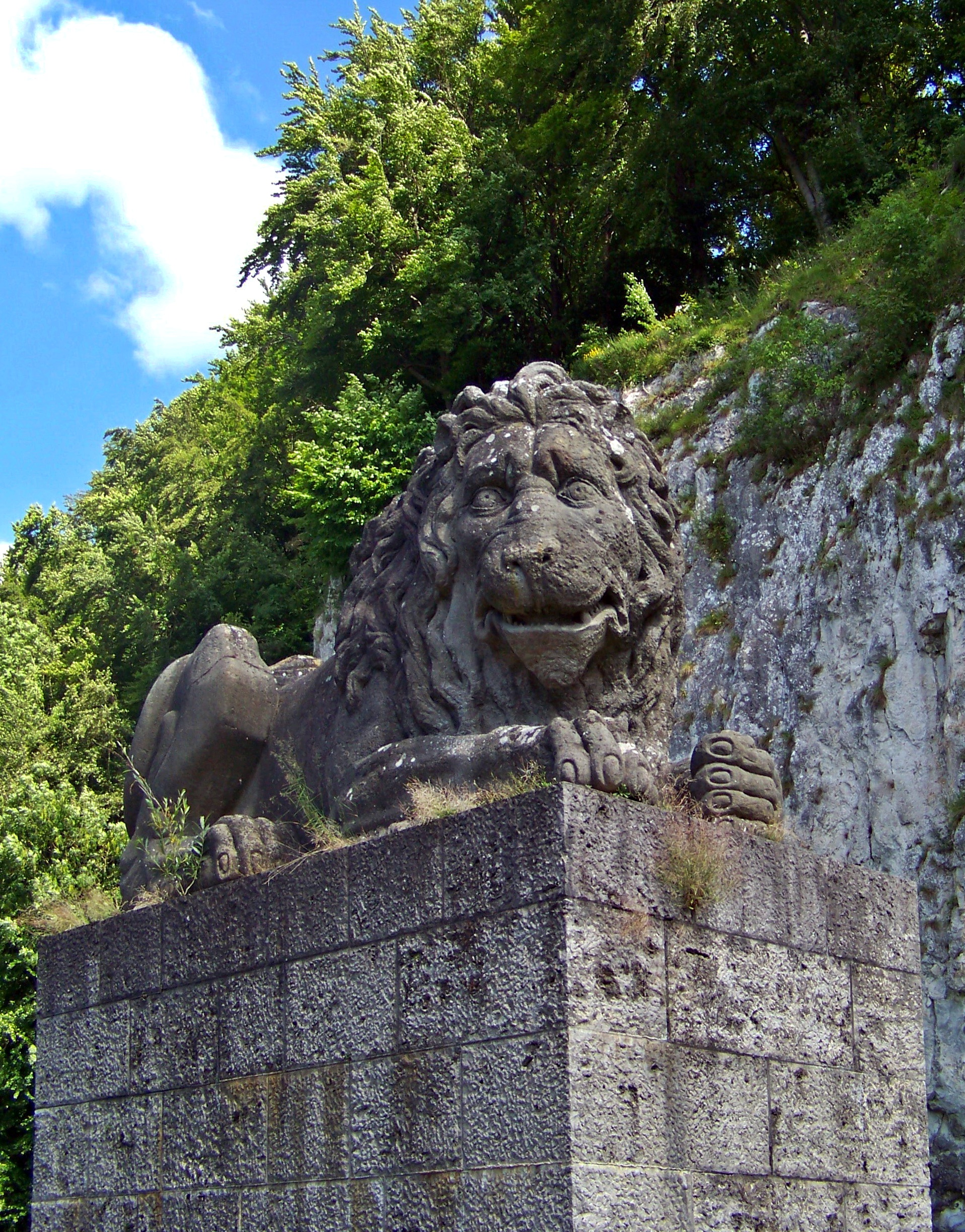
Löwe von Franz Joseph Muxel (Kopie von Richard Triebe, Kopf original)

Das Löwendenkmal bei Bad Abbach ist ein Denkmal aus dem 18. Jahrhundert zur Erinnerung an einen schwierigen Straßenausbau und liegt in der Nähe von Bad Abbach, Niederbayern.

## Lage
Das Monument befindet sich neben der Bundesstraße 16, unterhalb des sogenannten Teufelsfelsens (wegen des Denkmals auch zuweilen Löwenfelsen genannt), ca. zwei Kilometer südwestlich von Bad Abbach am steilen Ufer der Donau nahe der Eiermühle.

## Geschichte

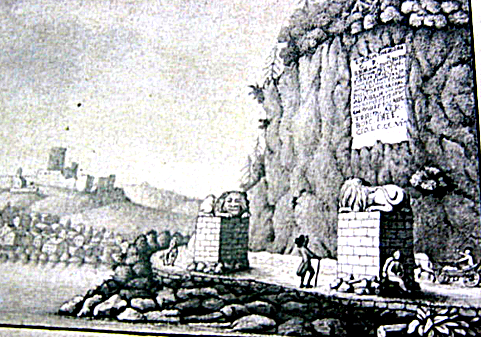
Historische Ansicht um 1800

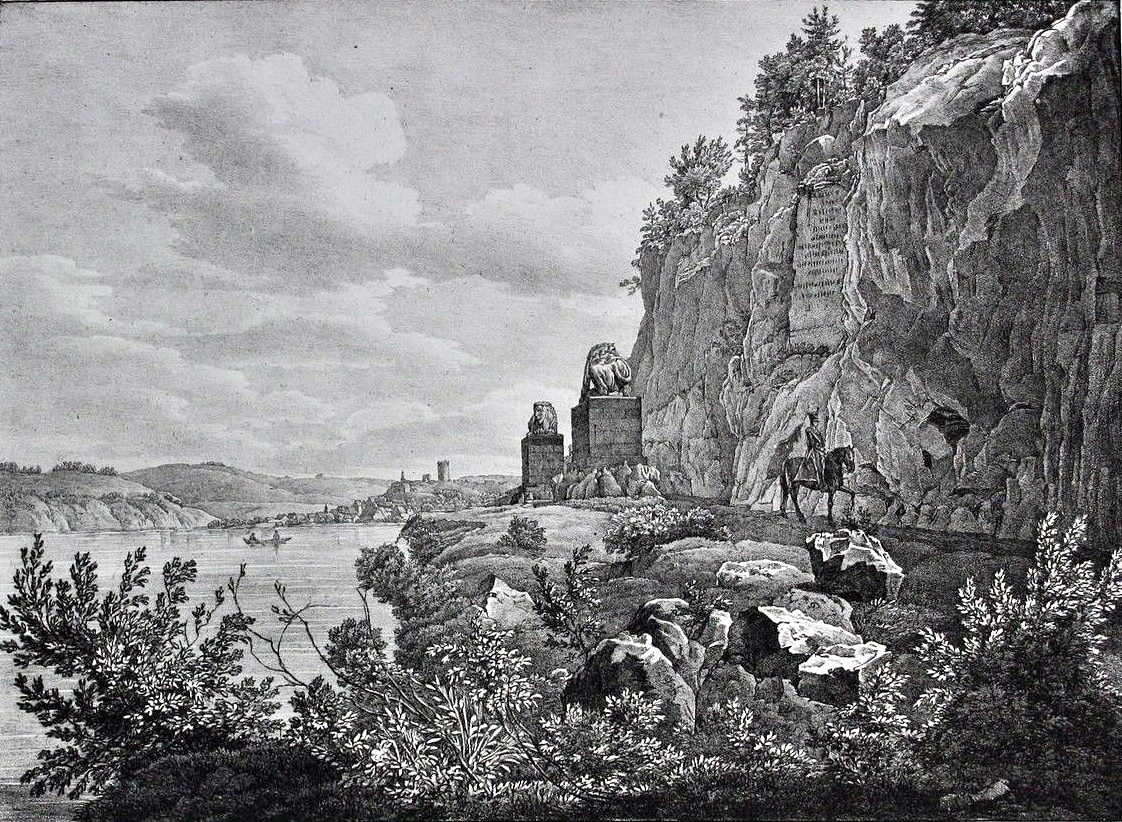
Historische Ansicht, 1826

Der kahle, hochaufstrebende Teufelsfelsen bildete bis zum Ende des 18. Jahrhunderts ein  Hindernis für die Straße von Bad Abbach nach Saal. An dieser Stelle verlief sie daher teils im Flussbett der Donau, teils auf niedrigem Niveau hart am Flussufer, so dass es häufig zu Überflutungen kam. Schon durch ein geringes Ansteigen des Wasserspiegels wurde die Straße überschwemmt und der Verkehr war beeinträchtigt. Bei stärkerem Hochwasser und Eisbildungen, wie es in den kalten Wintern von 1784, 1786 und 1789 öfters der Fall war, musste ein beschwerlicher  Umweg über steile Höhenwege eingeschlagen werden. Ende Februar 1784 lagen an dieser Stelle die Eisschollen 3 bis 5 m hoch auf der Straße, und 85 Arbeiter mussten 10 Tage lang arbeiten, um sie für den Verkehr passierbar zu machen. Im Sommer 1786 wurde die Örtlichkeit fünf Mal für mehrere Tage überflutet.
Aus diesen Gründen beschloss die Regierung von Kurpfalz-Bayern, die wichtige Straße höher zu legen und gleichzeitig zu verbreitern, wobei ein Teil des Felsens beseitigt werden musste. Kurfürst Karl Theodor kam bereits 1789 persönlich nach Bad Abbach um sich ein Bild davon zu machen, wie hier Abhilfe geschaffen werden könnte.
Die Arbeiten begannen 1792 auf seine Anordnung und unter der Leitung des General-Straßen- und Wasserbaudirektors Adrian von Riedl. Nach langwierigen Vorbereitungen und kleineren Sprengungen gelang am 2. April 1793, im Beisein Riedls, die Sprengung des Hauptfelsens. 1794, nach Abschluss der Baumaßnahmen, kam Kurfürst Karl Theodor wieder zur Besichtigung vor Ort.
In jenem Zusammenhang ließ der (wohl auch für die Finanzierung verantwortliche) Hofkammer-Vizepräsident Reichsgraf Joseph August von Toerring seinem Landesherrn ein Denkmal errichten. Neun Meter über der Straße wurde durch den Hofsteinmetz Michael Mattheo, an der abgesprengten Felswand, eine zehn Meter hohe Steintafel mit lateinischer Widmungsinschrift an den Kurfürsten angebracht. 
Ergänzend stellte man 1796, rechts und links der Inschrifttafel, zwei überlebensgroße bayerische Löwen auf drei Meter hohen Sockeln auf. Diese Skulpturen schuf der Bildhauer Franz Joseph Muxel und sie gefielen dem Landesherrn so gut, dass er den Künstler deshalb zum Hofbildhauer ernannte. Die Originale  wurden 1945 gesprengt, um eine Straßensperre gegen die  vorrückenden amerikanischen Truppen zu errichten. Seit 1978 stehen dort wieder zwei Kopien von Richard Triebe, wobei allerdings die Köpfe von den alten Standbildern stammen.

## Baubestand
Etwa neun Meter über der heutigen Bundesstraße 16 befindet sich am Teufelsfelsen eine zehn Meter hohe Schrifttafel aus Ihrlersteiner Grünsandstein. Sie trägt in großen Bronzelettern das Fertigungsjahr 1794 (lateinisch) und die lateinische Gedenkinschrift:
CAROLO.  THEODORO.

C.  P.  R.

BOIORUM.  DUCI.  ELECTORI.

OPTIMO.  PRINCIPI.

EVERSA.  DEIECTA.

IMMINENTIUM.  SAXORUM.  MOLE.

LIMITE.  DANUBIO.  POSITO.

STRATA.  A.  SAAL.  AD.  ABBACH.

VIA.  NOVA.

MONUMENTUM.  STATUI.  CURAVIT.

JOS.  AUG.  TOERRING.

AER.  BOIC.  PRAEFECTUS.

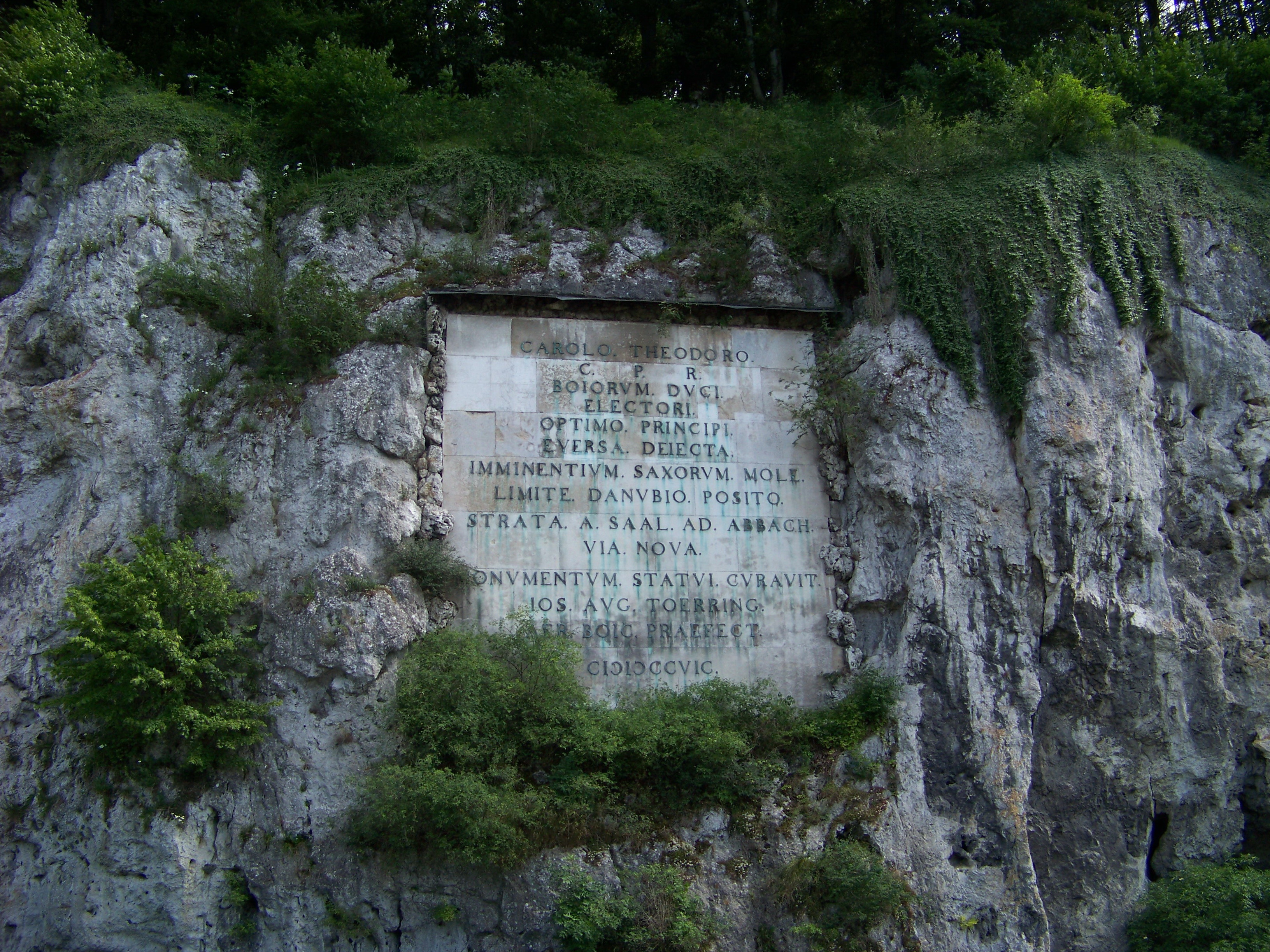
Teufelsfelsen mit Inschrifttafel

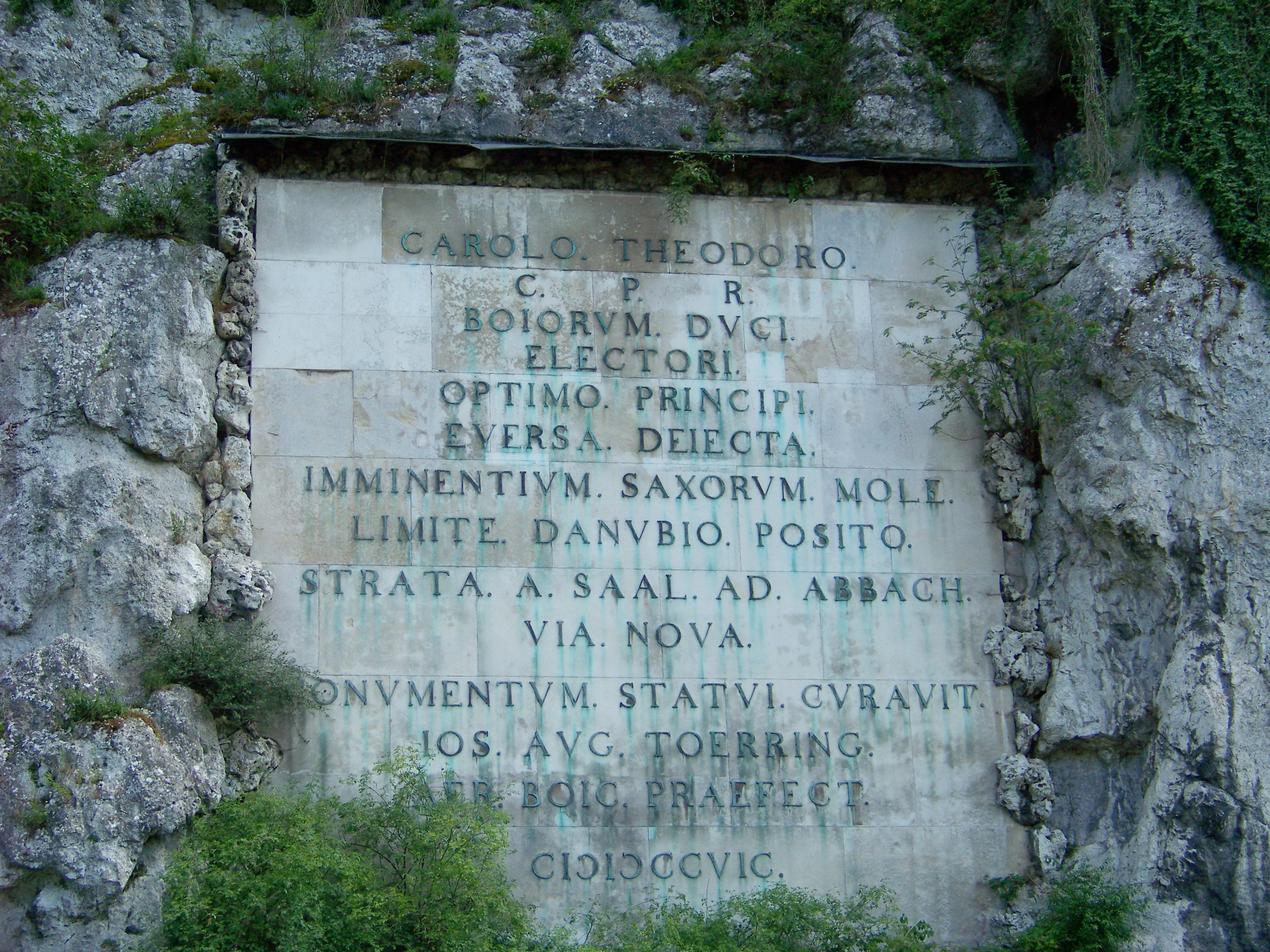
Inschrifttafel, Nahaufnahme

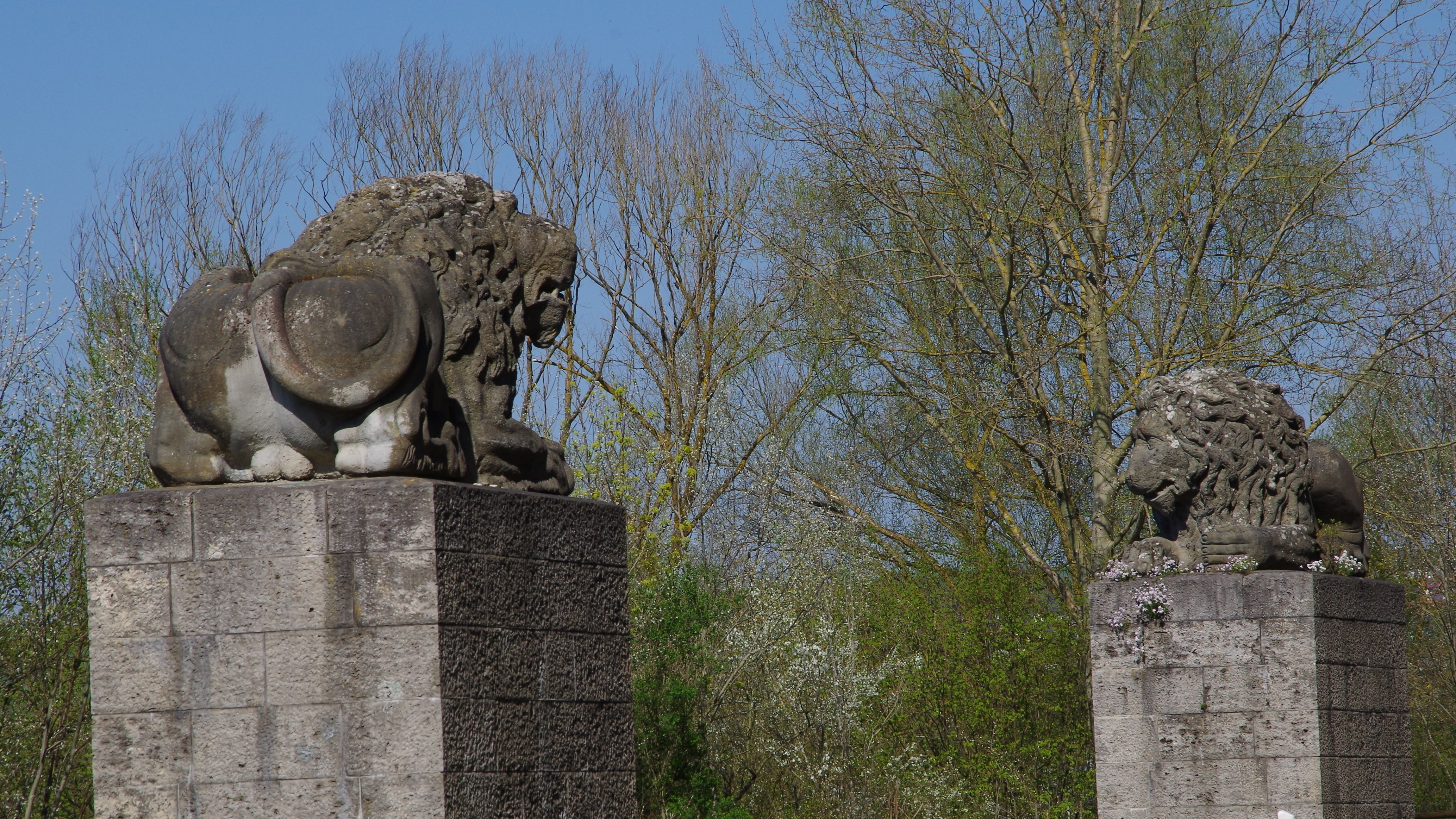
Die Löwen

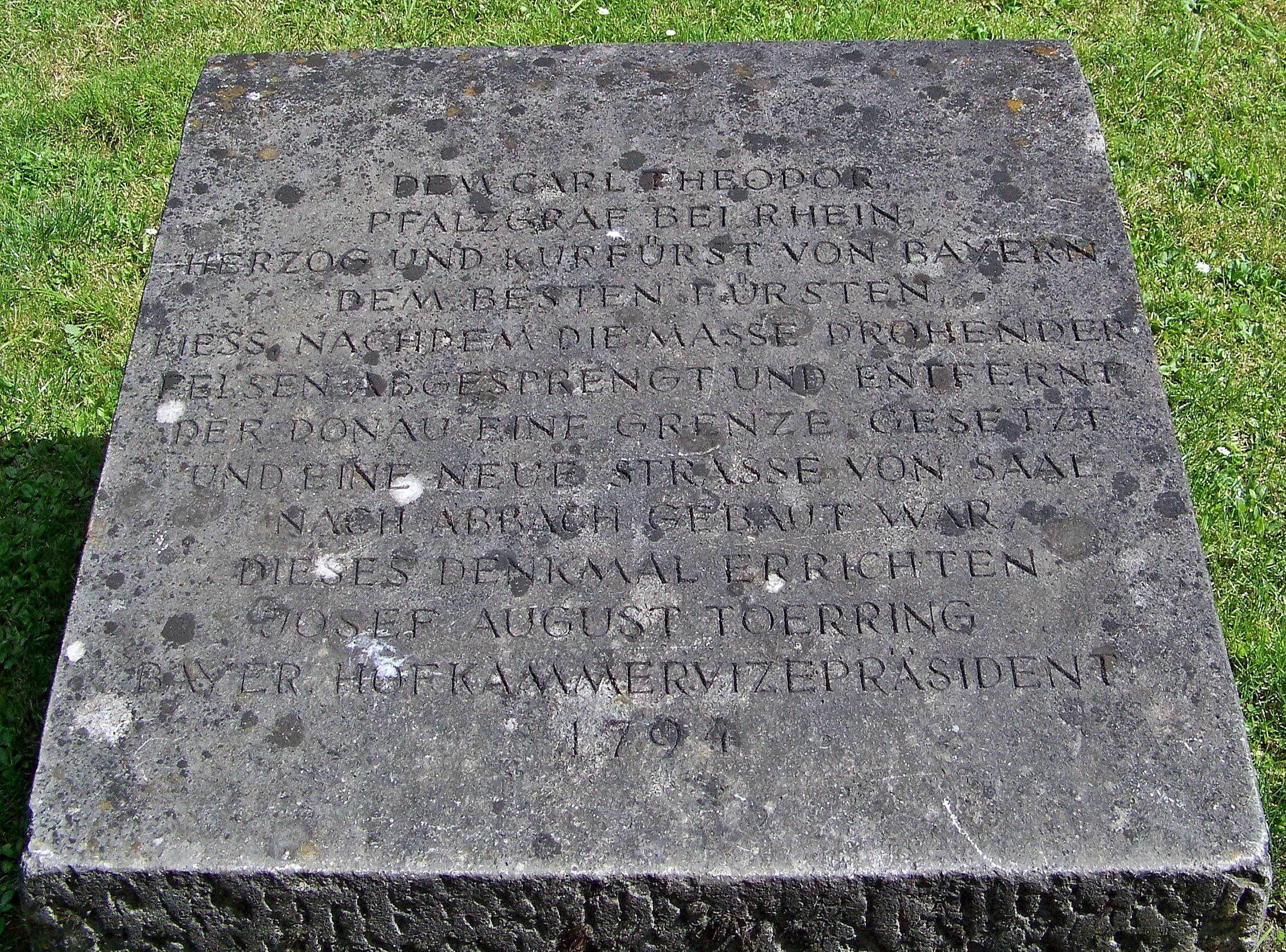
Deutsche Inschrifttafel für Kurfürst Karl Theodor

Davor steht auf einem kleineren Gedenkstein die deutsche Übersetzung:
DEM CARL THEODOR,

PFALZGRAF BEI RHEIN,

HERZOG UND KURFÜRST VON BAYERN,

DEM BESTEN FÜRSTEN,

LIESS; NACHDEM DIE MASSE DROHENDER

FELSEN ABGESPRENGT UND ENTFERNT,
DER DONAU EINE GRENZE GESETZT

UND EINE NEUE STRASSE VON SAAL

NACH ABBACH GEBAUT WAR,

DIESES DENKMAL ERRICHTEN.

JOSEF AUGUST TOERRING

BAYER. HOFKAMMERVIZEPRÄSIDENT

Die davor platzierten, flankierenden Löwen, je fünf Meter lang, zwei Meter hoch und über fünfzehn Tonnen schwer, stehen auf drei Meter hohen Sockeln. Einer blickt auf die Inschrifttafel, der andere auf die Donau. Die Originale waren aus Kelheimer Kalkstein gefertigt.
Unweit des Löwendenkmals befindet sich eine weitere Inschrifttafel am Felsen. Sie stammt von 1797 und würdigt Adrian von Riedl. Ihre Inschrift lautet: 
DER
 
CHURVUIRSTLICHE

OBERST

GENERAL STRASSEN UND WASSERBAU
 
DIRECTOR
 
AUCH HOFKAMMERRATH

ADRIAN VON RIEDL

FUIHRTE UND VOLLENDETE DIESEN STRASSENBAU

IM JAHRE

1797

## Geotop
Der Felsen am Löwendenkmal ist vom Bayerischen Landesamt für Umwelt als bedeutendes Geotop (Geotop-Nummer: 273G002) und Naturdenkmal ausgewiesen.